# Referencial não inercial

Referencial em rotação (S'), portanto não inercial, em relação a outro referencial (S).

Referencial não inercial ou referencial não-inercial é um referencial em que as leis de Newton não são cumpridas. Dado um referencial inercial, um outro referencial será não inercial quando descrever um movimento acelerado em relação ao primeiro.